# Ans Wortel
Ans (Anna Maria) Wortel (Alkmaar, 18 de octubre de 1929 - Hilvarenbeek, 4 de diciembre de 1996). Fue una pintora, poetisa y escritora neerlandesa autodidacta. Realizó acuarelas, dibujos, collages, litografías, aguafuertes y esculturas. En el año 1963 ganó el primer premio en la Bienal de París. Estaba considerada como una de las principales artistas femeninas de arte moderno holandés de la posguerra.

## Estilo de pintura
El trabajo de Wortel es fuertemente autobiográfico. Sus experiencias como joven, mujer, madre y como artista fueron principalmente la fuente de su inspiración. Los temas comunes eran las emociones humanas , amor, relaciones, madre/hijo y la crítica social.
Hasta finales de 1950 buscó un estilo personal. Las obras de arte de ese tiempo varían y muestran características de influencias de varios artistas, como Katsushika Hokusai, Willem de Kooning, Marc Chagall, Pablo Picasso, Wifredo Lam y Karel Appel.  Finalmente desembocó en un estilo muy propio que ha sido descrito como arte figurativo abstracto. A menudo consta de desnudos de mujer,hombre o niños, a veces reconocibles, pero siempre deformados. Estas figuras humanas están juntos, se buscan entre sí, se abrazan o se repelen. Las figuras están expresadas en espacios no especificados. La luna, el sol y los contornos de la tierra se repiten a menudo en su trabajo, y suele estar acompañado de unas líneas de manuscritos poéticos.

## Selección de exposiciones
Wortel realizó numerosas exposiciones en los Países Bajos y en el extranjero, entre otros:
- 1960 De Posthoorn, La Haya.[4]
- 1962 Internacional Aquarel Exposición, Posición Bodensee en Friedrichshafen, Alemania.
- 1963 Museo Museo Stedelijk. Museum van Bommel van Dam, Venlo
- 1964 Gemeentemuseum Den Haag, La Haya. Centre Cultural, São Paulo, Brasil. Stedelijk Museo het Prinsenhof, Delft.
- 1965 Museo Stedelijk Ámsterdam.
- 1966 Róterdam Artcircle. Exposition Plasmolen En Mook.
- 1967 Instituto Smithsoniano, Washington D. C., Estados Unidos.
- 1968 Salon Européen de Femme, Nancy, Francia. Salon Artistes Feminine, París. Stedelijk Ámsterdam.
- 1969 Museo Curaçao Willemstad, Curaçao. Museo Das Märkisches Museo der Stadt Witten - Duisburger Szession, Duisburg, Alemania. Museo Fodor, Ámsterdam.
- 1970 De Vaart, Hilversum.
- 1972 Dwór Artusa (Corte Artus), Gdańsk (Danzig), Polonia.
- 1975 Olympia Centro de Arte Internacional, Kingston, Jamaica.
- 1977 Museo Stedelijk, Exposition "Año del niño" para Unicef, Turnhout, Bélgica.
- 1986 Stedelijk Museo Woerden.
- 1989 Galery De Lelie, Antwerp, Bélgica.
- 1994 Museo De Koperen Knop, Hardinxveld-Giessendam.
- 2001 Museo Beeldentuin Nic Jonk, Grootschermer.
- 2013 Museo Jan van der Togt, Amstelveen.[5]
- 2018 Museo Kranenburgh, Bergen NH.
- 2023 Museo Beeldentuin Nic Jonk, Grootschermer.

## Obras de literatura seleccionada
Hay unos 50 libros con contribuciones de o sobre Wortel.
Escribió varias colecciones neerlandesas de poesía en las qué su arte visual y su poesía se mostraban juntas.
- Libro de poesía, untitled (1959, edición limitada hecha a mano)[8]
- "Preken en prenten", en inglés: "Preaches and prints" (1969, Tor, ISBN 90 70055 05 8)
- "Voor ons de reizende vlezen rots...", en inglés: "To us the traveling rock made of flesh..." (1970, De Bezige Bij, ISBN 90 234 5114 7)
- "Voor die ziet met mijn soort ogen, door wiens ogen ik kan zien", en inglés: "For who sees with my kind of eye’s, by whose eye’s I'll see" (1970, edición limitada hecha a mano)[9]
- "Wat ik vond en verloor", en inglés: "What I've found and lost" (1972, Tor, ISBN 90 70055 14 7)
- "Lessen aan die ik liefheb", en inglés: "Lessons to those I love" (1973, Tor, ISBN 90 70055 15 5)
- "Gedichten 1959-1963", en inglés: "Poems 1959-1963" (1989, Ans Wortel, De Fontijn, ISBN 90 261 0334 4)

En 1980 empezó su autobiografía que fue finalizada en 1986 (5 volúmenes).
- "Een mens van onze soort", en inglés: "One of our kind" (1982, De Fontijn, ISBN 90 261 2121 0)
- "In de bloei van 't leven, noemen ze dat", en inglés: "In the prime of life, they call it" (1983, De Fontijn, ISBN 90 261 2139 3)
- "Noem mij maar Jon", en inglés: "Just call me Jon" (1983, De Fontijn, ISBN 90 261 2157 1)
- "Onderweg in Amsterdam", en inglés: "On the road in Amsterdam" (1984, De Fontijn, ISBN 90 261 0178 3)
- "Nannetje...", en inglés: "Nannetje..." (1986, De Fontijn, ISBN 90 261 0250 X)